# Pittsburgh Steelers
Pittsburgh Steelers este un club profesionist de fotbal american cu sediul în Pittsburgh, Pennsylvania. Echipa acum face parte din Divizia de Nord a American Football Conference (AFC) în National Football League (NFL). Fondat în 1933 este cea mai veche franciză din AFC. Pittsburgh a câștigat șase titluri Super Bowl, opt AFC Championship Games. Steelers împart recordul de cele mai multe prezențe în Super Bowl împreună cu Dallas Cowboys (opt). Steelers au câștigat cel mai recent Super Bowl XLIII pe 1 februarie 2009.
A cincea cea mai veche franciză din NFL, Steelers au fost fondați ca Pittsburgh Pirates pe 8 iulie 1933, de Art Rooney, preluând numele de la echipa de baseball cu același nume, deoarece aceasta era o practică comună la vreamea respectivă.
Mult timp una dintre echipele reprezentative ale NFL, Steelers se bucură de mulți fani ei fiind porecliți Steeler Nation.